# Creta delle Chianevate
La  creta delle Chianevate (alemany: Kellerspitzen) és una muntanya que s'eleva a 2.769 m d'altitud als Alps Càrnics, a la Frontera entre Itàlia i Àustria. Al vessant nord es troba la petita glacera d'Eiskar, la més meridional d'Àustria. La muntanya és situada just a l'est del Coglians. Pot escalar-se a partir del refugi Giovanni e Olinto Marinelli.
Al començament de la Primera Guerra Mundial, no va ser ocupada per les tropes italianes, perquè el vessant austríac era considerat com totalment inaccessible. A l'estiu de 1916, tanmateix, un petit grup de soldats austrohongaresos va aconseguir la seva ascensió, per establir un punt d'observació. Al cap d'algunes setmanes, tanmateix, els grans problemes d'aprovisionament, el mal temps i la pressió de les tropes italianes forcen els austríacs a abandonar el lloc.